# Death Note: Notatnik śmierci
Death Note: Notatnik śmierci (jap. デスノート Desu Noto) – filmowa adaptacja mangi Death Note. Fabuła filmu w niektórych miejscach odbiega od pierwowzoru. Podobnie jest z sequelem Death Note: Ostatnie imię oraz spin-offem dylogii: L: Change the World.

Tytułowy „Death Note”

## Fabuła
Uczeń liceum, Light Yagami, znajduje tajemniczy notatnik, który okazuje się być artefaktem należącym do boga śmierci – Ryuka. Osoba, której imię i nazwisko zostanie zapisane w notatniku, ginie w przeciągu czterdziestu sekund. Nastolatek postanawia wykorzystać moc artefaktu i zmienić świat, zabijając przy użyciu notatnika przestępców. Do rozwiązania zagadki masowych zgonów przestępców zostaje zaangażowany detektyw, znany jako L, którego zadaniem jest odkrycie, kto za tym wszystkim stoi.

## Obsada
- Ken’ichi Matsuyama jako L/Ryūzaki
- Tatsuya Fujiwara jako Light Yagami
- Erika Toda jako Misa Amane
- Asaka Seto jako Naomi Misora
- Nakamura Shidō II jako Ryuk (głos)
- Shigeki Hosokawa jako Raye Iwamatsu
- Shunji Fujimura jako Watari
- Takeshi Kaga jako Souichirou Yagami
- Yuu Kashii jako Shiori Akino
- Hikari Mitsushima jako Sayu Yagami
- Shin Shimizu jako Kanzo Mogi
- Matt Lagan jako Lind L. Taylor
- Michiko Godai jako Sachiko Yagami
- Tatsuhito Okuda jako Shuichi Aizawa
- Sota Aoyama jako Touta Matsuda
- Ikuji Nakamura jako Hirokazu Ukita
- Ruben Chacon jako Kevin LeRoy